# Pterostylis curta
Pterostylis curta är en orkidéart som beskrevs av Robert Brown. Pterostylis curta ingår i släktet Pterostylis och familjen orkidéer. Inga underarter finns listade i Catalogue of Life.

## Bildgalleri

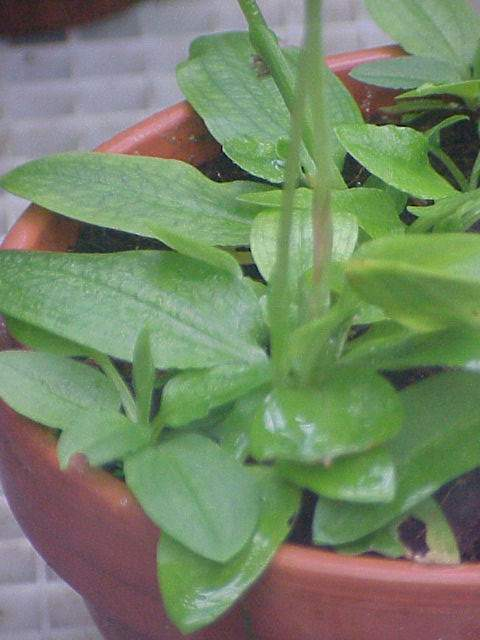
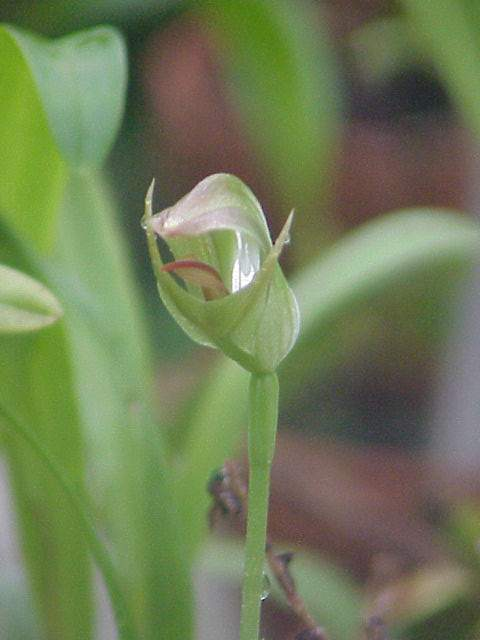
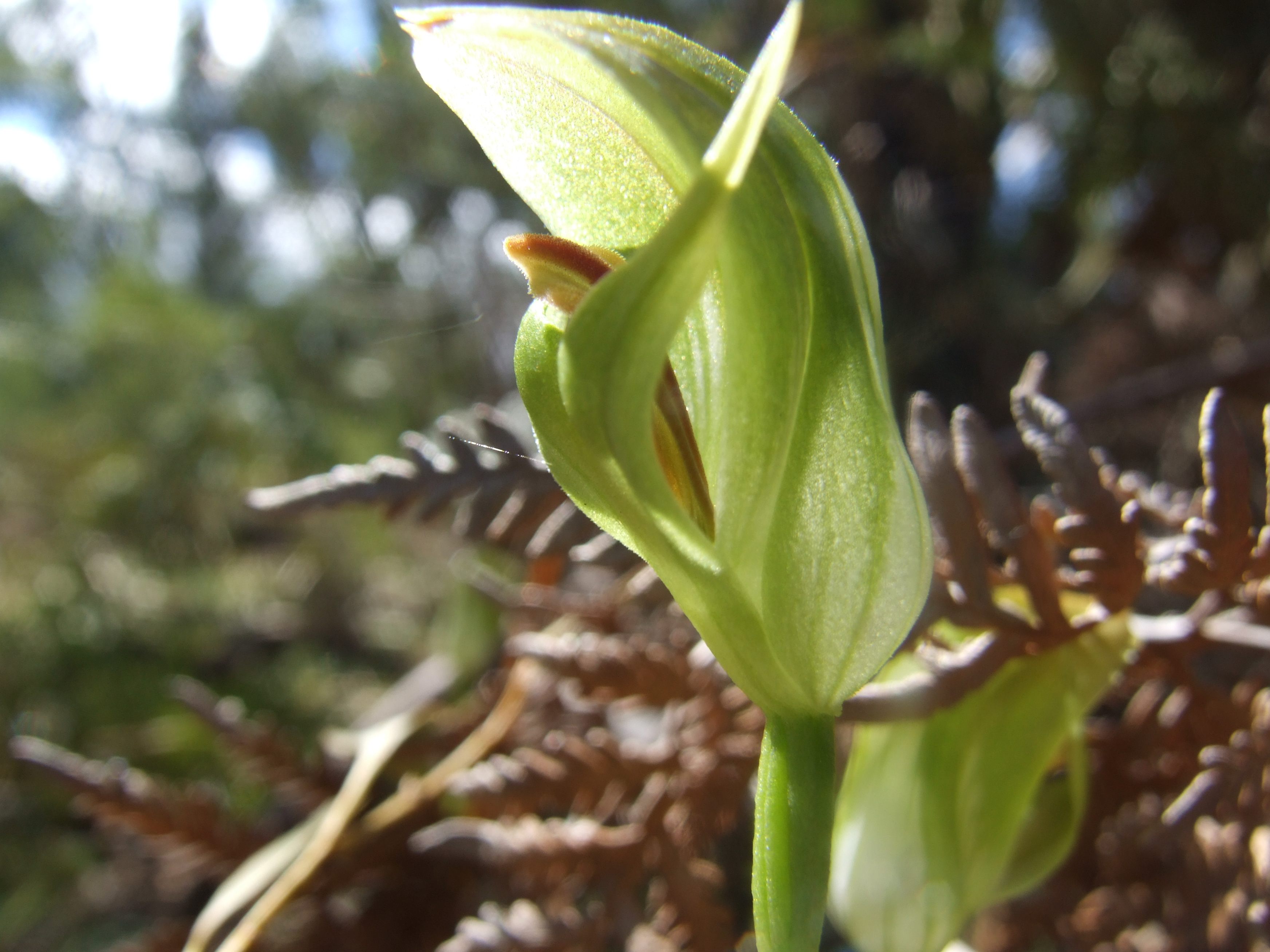
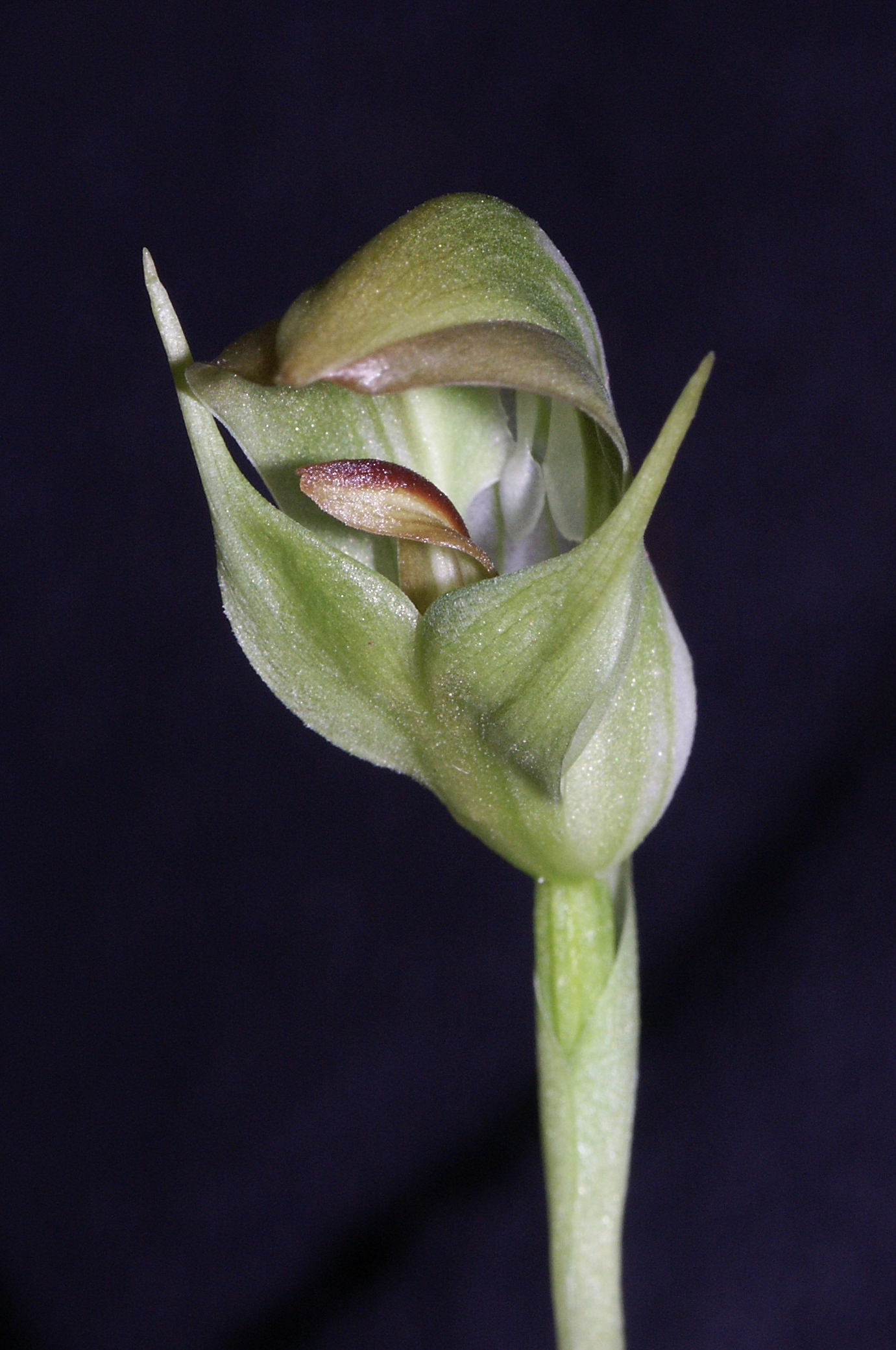
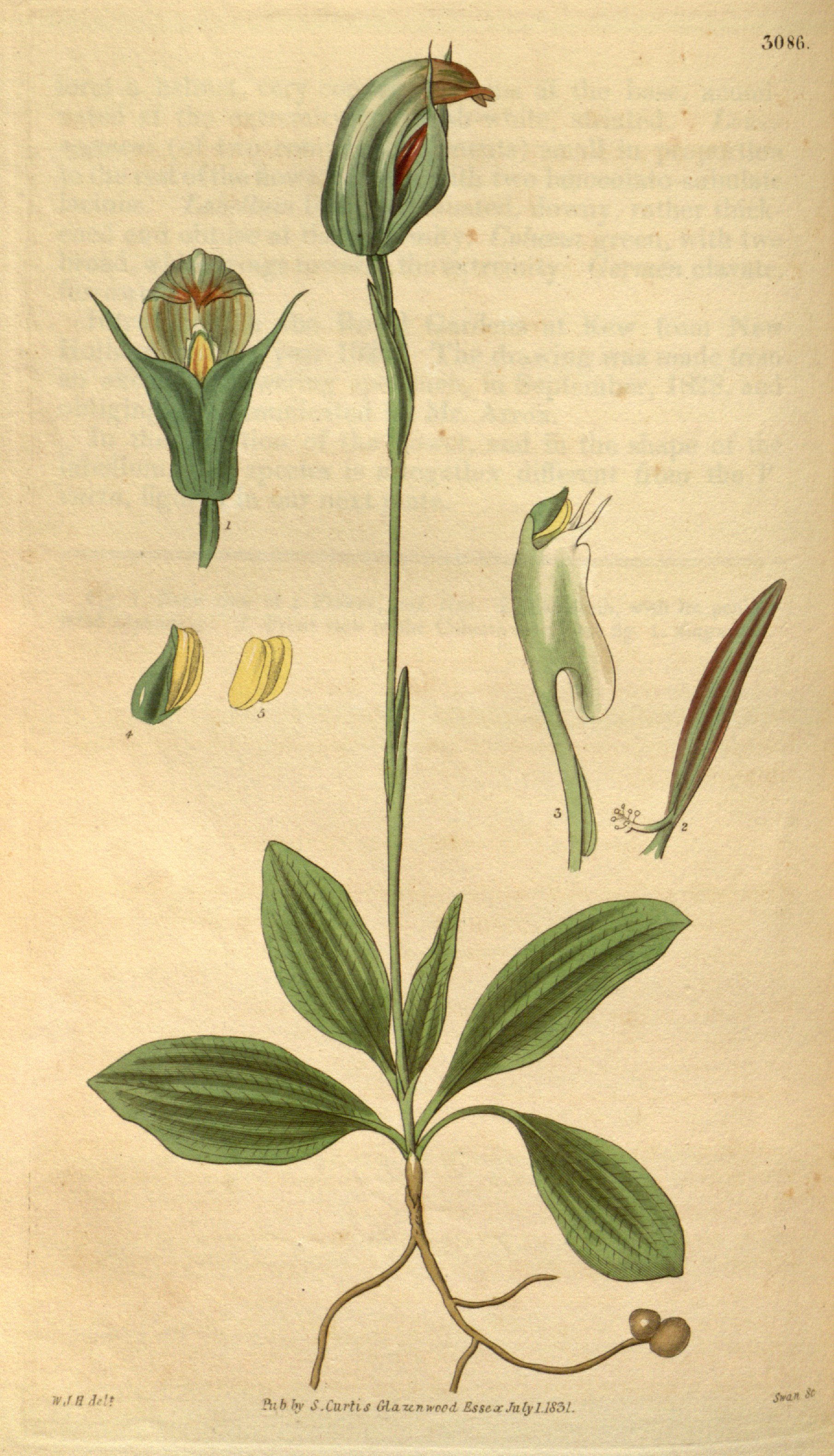
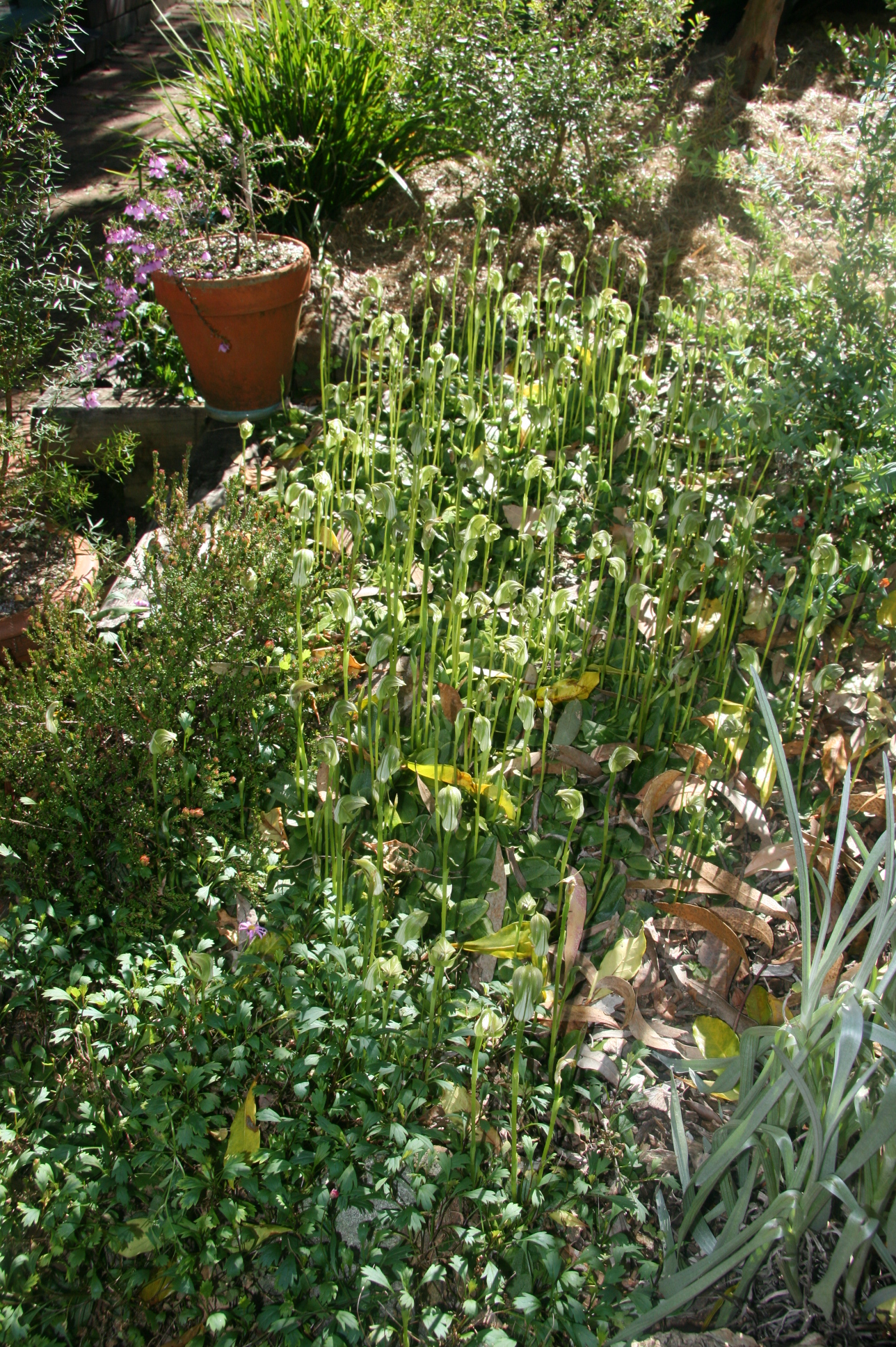